# NGC 6802
NGC 6802 في الفهرس العام الجديد، هي مجرة، تقع في كوكبة الثعلب. اكتشفت في 11 يوليو 1784 بواسطة ويليام هيرشل.

## روابط خارجية
- NGC 6802 على موقع ويكي سكاي: DSS2, SDSS, GALEX, IRAS, Hydrogen α, X-Ray, Astrophoto, Sky Map, Articles and images